# Ga Yongsan (Daegu)
Ga Yongsan là ga của Tàu điện ngầm Daegu tuyến 2 ở Yongsan-dong, Dalseo-gu, Daegu.

## Liên kết
- (tiếng Hàn) Trạm thông tin mạng Lưu trữ ngày 5 tháng 3 năm 2014 tại archive.today từ Tổng công ty đường sắt cao tốc đô thị Daegu